# Luc Barnier
Pour les articles homonymes, voir Barnier.
Luc Barnier est un monteur français, né le 25 septembre 1954 à Boulogne-Billancourt (Hauts-de-Seine) et mort le 16 septembre 2012  à Paris d'un cancer,. Il a coréalisé avec Alain Lasfargues, en 1978, le documentaire Les Oiseaux de nuit.

## Biographie
Luc Barnier est le fils de Louis Barnier, directeur de l'Imprimerie Union de 1957 à 1995 et provéditeur du Collège de 'Pataphysique,, et de son épouse Lucie née Strouzer. Après des études au Lycée Claude-Bernard, il entre à l'IDHEC (28e promotion - diplômé en 1975). Au début des années 1970, il collabore au collectif H Lights, composé notamment de Jean-Jacques Birgé, Philippe Danton, Thierry Dehesdin, Antoine Guerreiro et Michaëla Watteaux, inventant les images projetées lors de concerts (Gong, Red Noise, Dagon…) ou de spectacles d'avant-garde.
Il monte tous les films d'Olivier Assayas à partir du court-métrage Laissé inachevé à Tokyo (1982). Il travaille aussi beaucoup avec Benoît Jacquot, Anne Fontaine et Gabriel Aghion. En 1999, il est nommé, avec Françoise Bonnot, au César du meilleur montage pour Place Vendôme de Nicole Garcia. En 2008, il travaille sur le montage de Bienvenue chez les Ch'tis réalisé par Dany Boon, film chaleureusement accueilli par le public, devenant le film qui réalise le plus d'entrées en France. En 2010 il reçoit un European film award et en 2011 une nomination au César pour le montage de Carlos d'Olivier Assayas.
Chevalier de l'ordre national du mérite en 2011, il était le compagnon de la réalisatrice Liria Begeja.
Dany Boon lui rend hommage en lui dédiant son film Supercondriaque en 2014. Benoît Jacquot lui dédie son film Trois Cœurs. Thierry Klifa lui dédie son film Tout nous sépare.

## Filmographie

### Monteur
- 1978 : Feux de nuit
- 1980 : Le Règlement intérieur
- 1982 : Laissé inachevé à Tokyo  d'Olivier Assayas (court métrage)
- 1982 : Lettres d'amour en Somalie de Frédéric Mitterrand
- 1982 : Les Quarantièmes rugissants de Christian de Chalonge
- 1982 : Toute une nuit de Chantal Akerman
- 1983 : Rebelote de Jacques Richard
- 1984 : Ave Maria de Jacques Richard
- 1985 : Adieu Bonaparte de Youssef Chahine
- 1986 : L'Unique de Jérôme Diamant-Berger
- 1986 : Désordre d'Olivier Assayas
- 1986 : Le Sixième Jour (Yawm al-Sadis, al-) de Youssef Chahine
- 1987 : L'Homme voilé
- 1987 : Avril brisé
- 1988 : Camomille de Mehdi Charef
- 1988 : Ada dans la jungle de Gérard Zingg
- 1989 : L'Enfant de l'hiver d'Olivier Assayas
- 1989 : Berlin-Yerushalaim
- 1989 : Pentimento de Tonie Marshall
- 1990 : Tilaï de Idrissa Ouedraogo
- 1991 : Because of That War (en) de Orna Ben-Dov Niv
- 1991 : Rue du Bac de Gabriel Aghion
- 1991 : Hors la vie de Maroun Bagdadi
- 1991 : Paris s'éveille d'Olivier Assayas
- 1992 : Blanc d'ébène
- 1992 : Méchant Garçon
- 1992 : Sam suffit de Virginie Thévenet
- 1992 : La Fille de l'air de Maroun Bagdadi
- 1993 : Woyzeck
- 1993 : Une nouvelle vie d'Olivier Assayas
- 1994 : Elles ne pensent qu'à ça...
- 1994 : En attendant les barbares (Loin des barbares)
- 1994 : L'Eau froide d'Olivier Assayas
- 1994 : À la folie de Diane Kurys
- 1994 : Le Cri du cœur d'Idrissa Ouedraogo
- 1995 : Madame Butterfly de Frédéric Mitterrand
- 1996 : Avocat d'office (TV)
- 1996 : La Vie en rouge (Ligne de vie)
- 1996 : Pédale douce de Gabriel Aghion
- 1996 : Irma Vep d'Olivier Assayas
- 1996 : Hard Men
- 1997 : Fred de Pierre Jolivet
- 1997 : Héroïnes de Gérard Krawczyk
- 1997 : Nettoyage à sec d'Anne Fontaine
- 1998 : L'École de la chair de Benoît Jacquot
- 1998 : Fin août, début septembre d'Olivier Assayas
- 1998 : Place Vendôme de Nicole Garcia
- 1999 : Belle Maman de Gabriel Aghion
- 1999 : The Lost Son
- 1999 : Augustin, roi du Kung-fu d'Anne Fontaine
- 2000 : Mamirolle
- 2000 : Épouse-moi de Harriet Marin
- 2000 : Le Libertin de Gabriel Aghion
- 2000 : Les Destinées sentimentales d'Olivier Assayas
- 2000 : Sade de Benoît Jacquot
- 2001 : Tosca de Benoît Jacquot
- 2001 : Change moi ma vie de Liria Bégéja
- 2002 : Balzac et la petite tailleuse chinoise (Xiao cai feng) de Dai Sijie
- 2002 : Demonlover  d'Olivier Assayas
- 2002 : La Dernière Lettre de Frederick Wiseman
- 2002 : Adolphe de Benoît Jacquot
- 2003 : Happy End (Nowhere to Go But Up)
- 2004 : Princesse Marie (TV)
- 2004 : Process de C.S. Leigh
- 2004 : Sans toi de Liria Bégéja
- 2004 : Une vie à t'attendre de Thierry Klifa
- 2004 : Clean d'Olivier Assayas
- 2004 : Le Rôle de sa vie de François Favrat
- 2004 : À tout de suite de Benoît Jacquot
- 2004 : La Porte du soleil (Bab el shams)
- 2004 : Pédale dure de Gabriel Aghion
- 2005 : Palais Royal ! de Valérie Lemercier
- 2005 : Entre ses mains d'Anne Fontaine
- 2006 : Paris, je t'aime
- 2006 : La Californie de Jacques Fieschi
- 2006 : Noise d'Olivier Assayas
- 2006 : L'Intouchable de Benoît Jacquot
- 2007 : Boarding Gate d'Olivier Assayas
- 2007 : Chacun son cinéma ou Ce petit coup au cœur quand la lumière s'éteint et que le film commence
- 2007 : Tel père, telle fille d'Olivier de Plas
- 2008 : Bienvenue chez les Ch'tis de Dany Boon
- 2008 : L'Heure d'été d'Olivier Assayas
- 2008 : Inju : la Bête dans l'ombre de Barbet Schroeder
- 2009 : Coco avant Chanel d'Anne Fontaine
- 2009 : Atelier jardin de Benoît Jacquot
- 2009 : La Sainte Victoire de François Favrat
- 2010 : Tête de turc de Pascal Elbé
- 2010 : Carlos d'Olivier Assayas
- 2010 : Les Amours secrètes de Franck Phelizon
- 2011 : Les Yeux de sa mère de Thierry Klifa
- 2012 : Les Adieux à la reine de Benoît Jacquot
- 2012 : Après Mai d'Olivier Assayas

### Réalisateur
- 1978 : Les Oiseaux de nuit (documentaire), co-réalisé avec Alain Lasfargues.

## Nominations
- 1999 : César du meilleur montage pour Place Vendôme
- 2011 : César du meilleur montage pour Carlos
- 2013 : César du meilleur montage pour Les Adieux à la reine